# زمین‌لرزه ۱۳۷۵ بجنورد
زمین لرزه بجنورد در تاریخ ۱۶ بهمن ۱۳۷۵ و در ساعت ساعتَ ۰۷ و ۱۴ با بزرگای ۶/۱ در مقیاس ریشتر به وقوع پیوست. در روز شانزدهم بهمن سال ۱۳۷۵ (مطابق با ۴ فوریه سال ۱۹۹۷) و در ساعت ۱۴ و ۷ دقیقه و ۱/۴۷ ثانیه به وقت محلی (مطابق با ساعت ۱۰و۳۷ دقیقه و ۱/۴۷ ثانیه به وقت گرینویچ) زمین لرزة مخربی با بزرگی mb=۵/۹ و ms=۶/۸ در یک ناحیه کوهستانی در منطقه بجنورد بوقوع پیوست که باعث کشته شدن دست کم ۸۴ نفر و خسارات مالی فراوان شد. در این زمین لرزه ۸۴ نفر کشته و بیش از ۱۷۰ روستا آسیب رسید و سه روستای ناوه، قزل قان و شیخ صد در صد تخریب شدند. این زمین لرزه با یک پیش لرزه نسبتاً قوی به همراه بود که باعث گردید تلفات جانی این زمین لرزه به مراتب کم شود. مطالعات صحرائی و توزیع کانونی پس لرزه‌ها نشان می‌دهند که گسل مسبب این زمین لرزه دارای امتدادی شمال غربی-جنوب شرقی و حرکتی از نوع امتداد لغز راست گرد بوده‌است. پراکندگی فعالیت پس لرزه‌ها نشان می‌دهد که زمین لرزة اصلی باعث فعال شدن گسل‌های فرعی اطراف گردیده است. پس لرزه‌ها به وسعت 45 کیلومتر و تا عمق 20 کیلومتر گسترش داشته‌اند. با توجه به مطالعه پس لرزه‌ها مدل پوستة دو لایه ای با نسبت سرعت موج p به s به صورت 73/1 با لایه فوقانی به ضخامت 20 کیلومتر و سرعت موج Vp=5/3 km/3 و لایه تحتانی با سرعت موج Vp=6/0km/sتعیین گردید. متوسط افت تنش 20 بار تخمین زده شده‌است و جابجایی استاتیکی 35 سانتیمتر بوده‌است. بعلت سست بودن خانه‌های سنتی ساز و واقع شدن روستاها بر روی شیب زیاد تخریب در منطقه آسیب دیده بسیار وسیع بوده‌است.